# Estnische Badmintonmeisterschaft 2020
Die Estnische Badmintonmeisterschaft 2020 fand vom 30. Januar bis zum 1. Februar 2020 in Tallinn statt. Es war die 56. Austragung der Titelkämpfe.

## Medaillengewinner
| Disziplin    | Gold                            | Silber                             | Bronze                        |
| ------------ | ------------------------------- | ---------------------------------- | ----------------------------- |
| Herreneinzel | Raul Must                       | Karl Kert                          | Mihkel Laanes                 |
| Dameneinzel  | Kristin Kuuba                   | Kati-Kreet Marran                  | Ramona Üprus                  |
| Herrendoppel | Kristjan Kaljurand Raul Käsner  | Mikk Järveoja Mihkel Laanes        | Karl Kert Hans Kristjan Pilve |
| Damendoppel  | Kristin Kuuba Kati-Kreet Marran | Hannaliina Piho Sale-Liis Teesalu  | Ulla Helm Eve Laansoo         |
| Mixed        | Mihkel Laanes Kristin Kuuba     | Kristjan Kaljurand Hannaliina Piho | Raul Käsner Kati-Kreet Marran |